# 平阳县鳌江中学
鳌江中学是一所公办寄宿制普通高中。学校创办于1956年9月，原名“平阳县第二初级中学”，文化大革命期间曾易名“鳌江车站五·七中学”，1977年改称“鳌江镇第一中学”，1992年改名为“平阳县鳌江中学”沿用至今。学校坐落于浙江省温州市平阳县鳌江镇。

## 学校历史
1956 成立
1992 改名“平阳县鳌江中学”
1995 获得“省级特色高中”荣誉
2003  获得“省现代教育技术实验学校”荣誉
2011学校搬迁至新校区即现址火车站道1188号
2023 获得“省现代化学校”荣誉